# Human Dzsarir
Human Dzsarir (Casablanca, 1944. november 30. – 2018. május 19.) válogatott marokkói labdarúgó, csatár.

## Pályafutása
1965 és 1972 között a Raja Casablanca labdarúgója volt. 1969-70-ben szerepelt a marokkói válogatottban. Részt vett az 1970-es mexikói világbajnokságon.